# 松本電灯
松本電灯株式会社（まつもとでんとう かぶしきがいしゃ、旧字体：松󠄁本電燈株式會社󠄁）は、明治後期から大正時代にかけて存在した日本の電力会社である。長野県松本市に本社を置き、現在の松本市や塩尻市にあたる地域に電気を供給した。
設立は1898年（明治31年）。長野県下2番目の電気事業者として翌年松本で開業した。同地を流れる薄川に水力発電所を構え供給にあたったが、供給区域を広域化できないまま1922年（大正11年）に新潟県上越地方の電力会社越後電気（合併にあわせ中央電気へ改称）へと合併された。

## 沿革

### 設立と開業

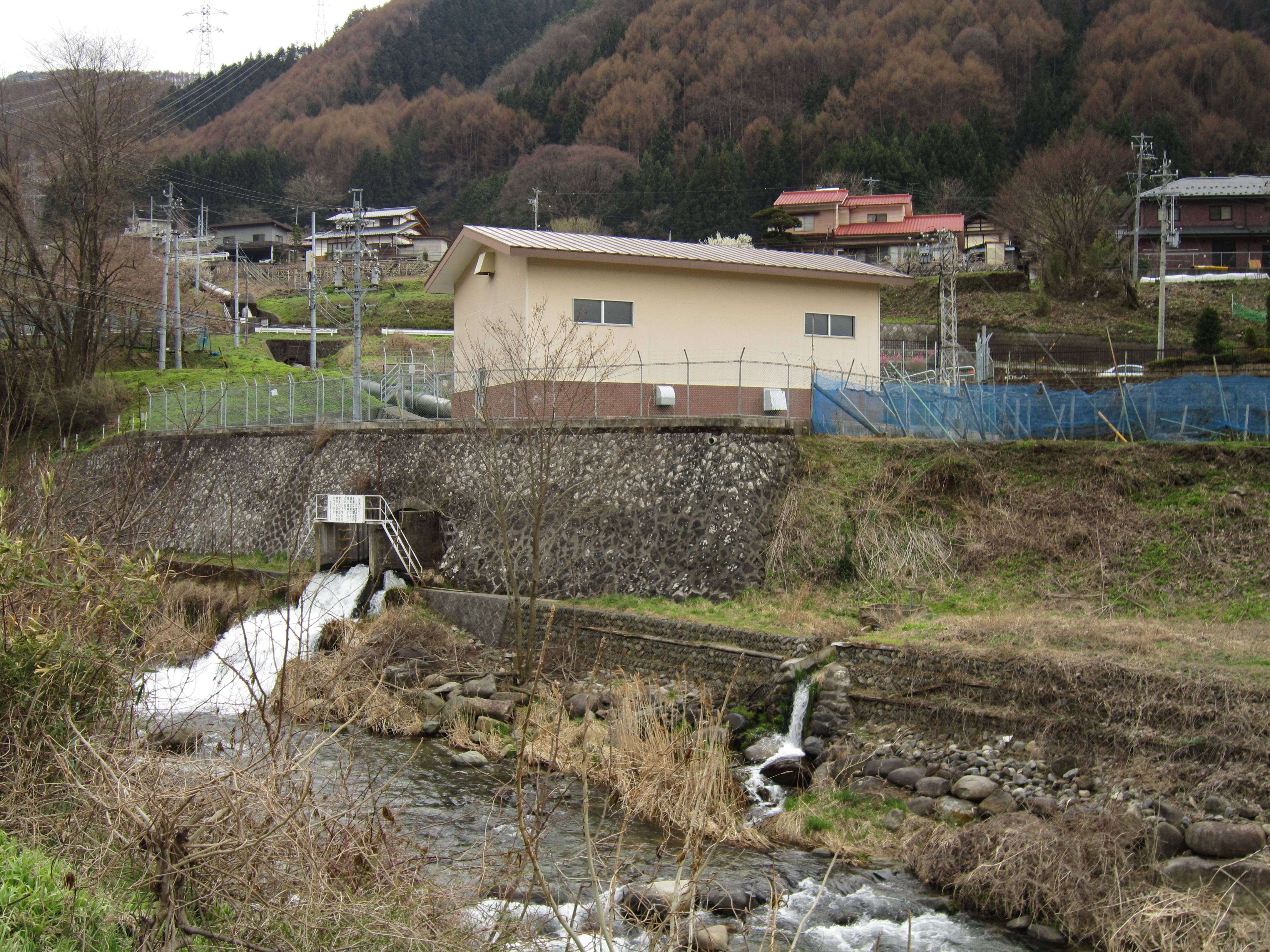
薄川第一発電所（2010年）。建屋は1981年の改修以降のもの。

東京電灯が日本で最初の電気供給事業を開業してから2年が経った1889年（明治22年）12月、愛知県名古屋市に名古屋電灯（東邦電力の前身）が開業し、中部地方においても電気事業が始まった。中部地方では5年後の1894年（明治27年）から名古屋以外の都市にも電気事業が開業していくが、東海地方側が先行し、長野県にまで普及するには時間を要した。
その長野県のうち東筑摩郡松本町（1907年市制施行・松本市となる）では、1894年1月、中町で穀物商を営む山崎庄三が当時東京にいた養子（後に山崎庄三を襲名。以下の「山崎庄三」はこの人物）らとともに電気事業の調査に着手した。これが松本における電気事業起業、すなわち松本電灯設立の起源であり、2年半後の1896年（明治29年）8月4日には逓信省から事業許可を取得するところまで起業手続きが進んだ。この段階では県庁所在地長野市に起業された長野電灯は事業許可を得ていない（同年10月許可）ことから、松本電灯が長野県下で初めて電気事業経営許可を得た事業者にあたる。1898年（明治31年）1月12日、松本電灯株式会社は資本金5万円で中町に発足した。設立当初の専務取締役は山崎庄三、取締役は山崎庄十郎（呉服太物商「三原屋」）・鈴木茂七郎（元第十四銀行頭取）・小木曽政治郎（運送業）・平林庄治郎（資産家・倉庫銀行頭取）の4名で、いずれも松本町内在住者であった。
松本電灯では信濃川水系薄川（すすきがわ）に水利権を得て、松本町の東にあたる入山辺村字船付（現・松本市入山辺）に水力発電所を建設した。これが薄川第一発電所である。1899年（明治32年）10月1日に発電所の試運転を始めて四柱神社境内に建てたアーク灯をともした。開業は同年12月13日付で、すでに1898年5月より長野電灯が長野市にて営業中のため、松本電灯は長野県下で2番目に開業した電気事業者となった。当初は電灯供給をのみを行っており、1899年段階での電灯需要家数は393戸、電灯数は1193灯であった。電動機を動かすための動力用電力供給は翌1900年（明治33年）下期からの開始で、小規模ながら刻みたばこ製造や精米に使用された。経営面では1900年より利益が出せるようになり、配当も開始されている。
長野電灯や松本電灯の開業以後、長野県内には多数の電力会社が出現しており、松本電灯のある中信地方だけでも1900年に諏訪電気（諏訪郡下諏訪町）、1904年（明治37年）には安曇電気（北安曇郡大町）が開業している。

### 緩やかな事業拡大

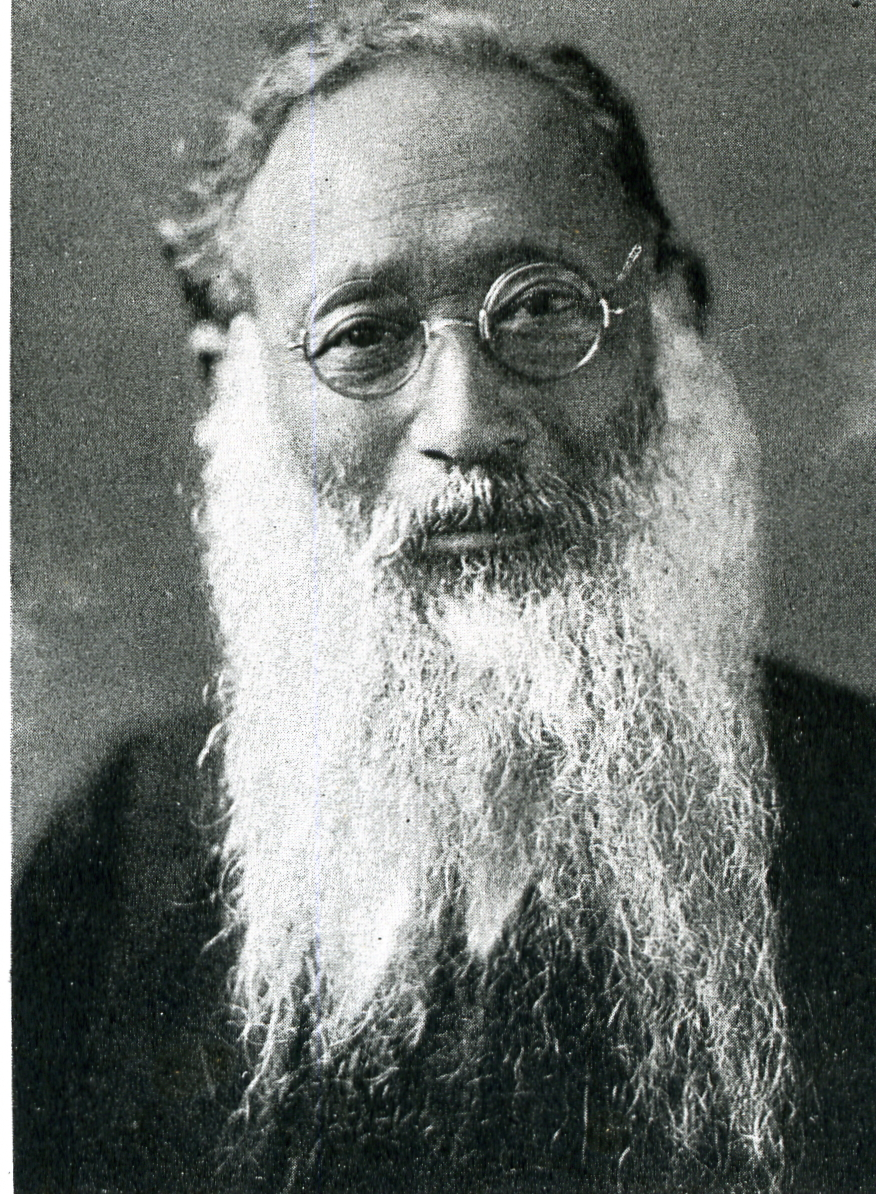
社長に就任した今井五介

1900年1月21日、松本電灯は10万円の増資を決議し、資本金を15万円に引き上げた。増資に続いて発電機増設に取り掛かり、同年12月、発電所出力を開業時の2倍となる120キロワットに拡張した。
1903年（明治36年）、山崎庄十郎が社長に就任した。2年後、1905年（明治38年）時点の役員一覧には山崎庄十郎が社長、山崎庄三・平林庄治郎・上条由兵衛（太物・洋物商）の3名が取締役を務めるとある。また同年時点の電灯取付数は2198灯、電動機取付数は3台（計18馬力）であった。この年の9月には安曇電気からの100キロワットの受電が認可されており、松本電灯の供給力は220キロワットに増加している（受電は以後1916年3月まで継続）。
1908年（明治41年）4月、新たな発電機を据え付け発電所出力を150キロワットに増強した。逓信省の資料によると、同年末時点での供給区域は松本市内と東筑摩郡本郷村大字横田・浅間からなる。翌1909年（明治42年）2月4日、松本電灯は5万円の追加増資を決議。同年9月には今井五介が社長に就いた。今井は諏訪地域を中心に製糸業を営む片倉家の一族（当主片倉兼太郎の実弟）で、当時は松本最大の製糸工場である片倉松本製糸場（後の片倉工業松本工場）の所長を務めていた。直後の役員録によると、前社長の山崎庄十郎は副社長へ異動している。
1912年（明治45年）3月、資本金を50万円とし、同年7月には薄川第二発電所（出力600キロワット）を完成させた。この間の4月に松本市内では大火が発生しており、その影響もあって以後石油ランプから電灯への置換えが急速に進んでいく。加えて第二発電所建設のころから電動機の利用も本格化し、1914年（大正3年）には片倉製糸場も動力の電動化に踏み切った。第二発電所建設に伴う動きには供給区域の拡張もあり、まず東筑摩郡のうち松本村・芳川村（現・松本市）や塩尻村（現・塩尻市）が編入される。その後も拡張は続き、1915年時点では松本市と東筑摩郡の9村（岡田・本郷・里山辺・松本・島立・芳川・広丘・塩尻・宗賀）を供給区域に含めた。区域外に対しても松本電灯では1913年（大正2年）6月から3年間にわたり諏訪電気へ360キロワットの電力供給を行った。

### 電源開発の停頓

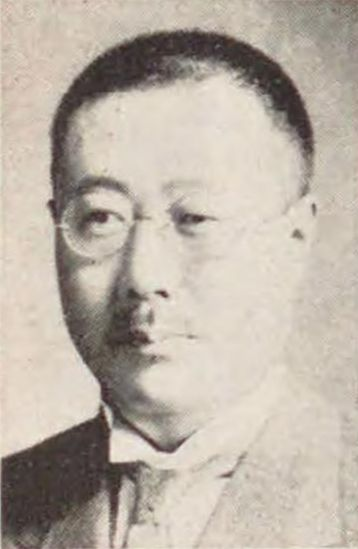
東筑電気社長上條信

会社設立20年を迎えた1918年（大正7年）時点の供給成績は、電灯供給が需要家数9486戸・灯数2万7219灯、電力供給が990馬力（約738キロワット）であった。同年9月15日に100万円の増資がなされており、資本金は一挙に150万円へと拡大された。増資と同時に役員の改選もなされており、直後の役員録には今井五介が社長、折井政之丞（松本の実業家、安曇銀行・安曇電気取締役）が副社長、今井俊蔵（今井五介の養弟）が専務取締役を務めるとある。
松本市内を供給区域とする電気事業者は松本電灯1社に限られたが、周辺の郡部（東筑摩郡）には松本電灯以外の事業者も進出した。まず1908年、松本市の北西に隣接する島内村に安曇電気が供給を開始。さらに松本電灯区域の西側にて1916年（大正5年）12月に東筑電気株式会社が、東側にて1918年1月に山辺電気株式会社がそれぞれ開業した。東筑電気は東筑摩郡新村（現・松本市新村）の会社で、同郡のうち新村・和田村・神林村・笹賀村・今井村・洗馬村・朝日村・山形村・波多村・片丘村（これのみ松本電灯区域の東側）に南安曇郡安曇村を加えた計11村を供給区域とする。一方の山辺電気は里山辺村所在で、東筑摩郡入山辺村・中山村・寿村を供給区域とした。
周辺事業者のうち山辺電気は小規模な自社水力発電所を電源としたが、東筑電気は諏訪電気からの受電によって営業した。また1918年時点では松本電灯自身も諏訪電気から200キロワットの電力を受電していた。1910年代後半のこのころ、諏訪電気は水力地点が限られる諏訪地域から抜け出て、上田地域の依田川（信濃川水系）などで積極的に電源開発を進めていた。中でも1918年に完成した和田発電所は出力1570キロワットと規模が大きい。その一方、松本電灯による電源開発は限定的で、薄川第一発電所の改修と薄川第三発電所の新設だけに留まった。前者は1920年（大正9年）7月の竣工で、水車・発電機の更新で発電所出力が370キロワットへ引き上げられた。後者は更新工事で取り外された古い発電機を転用する形で薄川第二発電所上流に建設されたもので、同年9月に竣工したが、発電所出力は150キロワットに過ぎない。
1921年（大正10年）10月から翌年にかけて、松本地域最初の電気鉄道として篠ノ井線松本駅から東筑摩郡新村経由で同郡波多村へと至る筑摩鉄道が開業した。この筑摩鉄道は沿線を供給区域とする東筑電気が母体となっており、松本電灯ではなく東筑電気から受電して運行した。

### 越後電気との合併へ

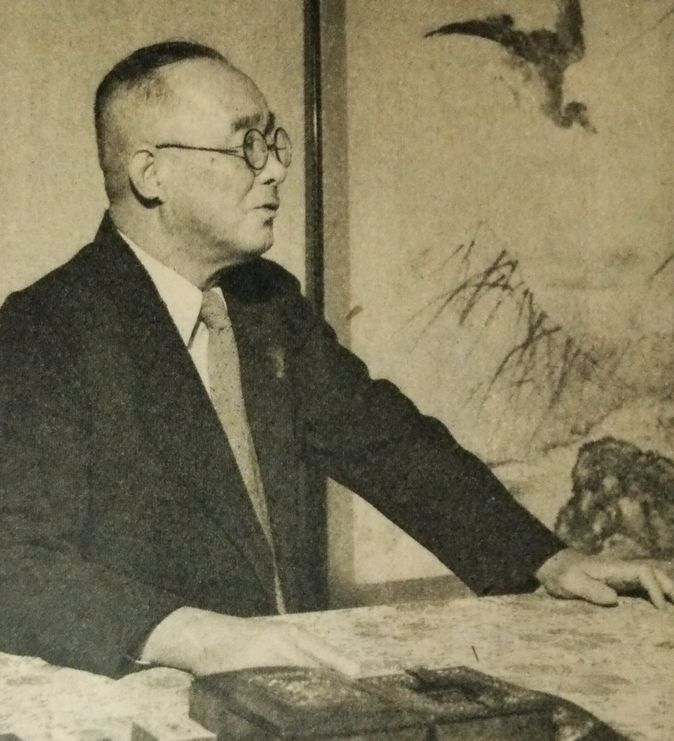
越後電気専務国友末蔵（1953年撮影）

松本電灯社長今井五介が社長を兼ねた会社の一つに、日本亜鉛株式会社があった。同社は1916年6月、東京に設立。第一次世界大戦下で需要が急増した亜鉛の製造を目的として起業された会社で、新潟県中頸城郡名香山村（現・妙高市）に工場を持った。社長は当初松平頼平（子爵・旧松川藩主松平家の当主）が務めていたが、1920年初頭時点の役員録には今井五介が社長を務めるとある。
この日本亜鉛は、新潟県上越地方の電力会社越後電気（旧・上越電気）の需要家であった。越後電気は松本電灯よりも後の1906年（明治39年）8月の設立。設立当初から関川水系にて積極的な電源開発を進めていた。松本電灯と越後電気は隣り合う事業者ではないが、松本電灯社長今井五介が日本亜鉛社長を兼ねて工場を訪問するようになったことで、両社間には接点が生じた。また工場訪問に同行した松本電灯技師長富田貫一が越後電気専務国友末蔵の京都帝国大学時代の学友でもあるという間柄も両社間の関係を深める要因となった。
日本亜鉛を介して越後電気と接点ができた松本電灯では、供給力不足解消を図るべく越後電気からの電力購入を決定した。具体的には、当時越後電気が準備していた大谷発電所の第二期工事（第一期工事は1920年完成）によって生ずる電力を松本電灯が引き受ける、というものである。松本電灯側で越後電気関川発電所から自社の筑摩変電所まで送電線を新設することも決定された。こうして関川水系の電力を松本まで南下させる計画が具体化されると、今度は大手電力の大同電力が関川水系の電力に関心を寄せ、松本電灯を通じて越後電気に電力購入を打診してきた。大同電力は1921年に大阪送電・木曽電気興業・日本水力の3社合併で発足したばかりの電力会社で、1922年頃の段階では木曽川での電源開発を手掛けつつ大阪に至る長距離送電線を建設中であった。そしてこの大同電力の打診を機に、松本電灯と越後電気の間では合併に向けた動きが急速に進められていった。
1922年（大正11年）8月1日、越後電気・松本電灯は合併契約を締結した。同年8月25日、松本電灯で臨時株主総会が開かれ、越後電気との合併が可決される。一方で同日に越後電気でも臨時株主総会が開かれたが、本社が松本へ移るという風説のため反対株主が多数あり、28日の継続総会にてようやく松本電灯との合併が可決された。合併比率は1対1。契約中の合併期日は11月1日付と定められていたが、逓信省からの合併認可が11月30日付にずれ込んだため、実際の合併実施も11月30日に改められた。同日、越後電気は存続会社として松本電灯を合併し「中央電気株式会社」へと改称する。一方で松本電灯は越後電気との合併によって会社を解散した。合併前最後の決算となった1922年8月末時点における松本電灯の供給成績は、電灯供給が需要家数1万7554戸・取付電灯数6万4205灯（うち4936灯休灯）、電動機・電熱その他電力供給が計995.6キロワットであった。
松本電灯を吸収した中央電気では、松本市と東筑摩郡9村を管轄する松本支社を市内に新設した。また1922年12月の株主総会にて合併に伴う増員役員を選出し、今井五介を副社長に据えた。今井は5年後の1927年（昭和2年）に清水宜輝の後任として中央電気社長に就任している。設備面では、1923年（大正12年）3月、関川発電所と筑摩変電所を結ぶ松本送電線が完成。続いて同送電線を改修する形で大谷発電所と大同電力塩尻変電所（所在地：東筑摩郡広丘村郷原＝現・塩尻市広丘郷原）を結ぶ「塩尻送電線」が整備され、翌1924年（大正13年）12月より中央電気から大同電力への送電が始まった。供給面では、1929年（昭和4年）11月になって隣接する東筑電気・山辺電気から事業を譲り受け、松本地域における供給区域を計23市町村に拡大した（詳細は中央電気#供給区域参照）。

### 年表
- 1896年（明治29年）
  - 8月4日 - 発起人に対し逓信省から電気事業経営許可[7]。
- 1898年（明治31年）
  - 1月12日 - 松本電灯株式会社設立（免許日）。資本金5万円[4]。
- 1899年（明治32年）
  - 10月1日 - 発電所の試運転に伴い四柱神社境内でアーク灯点灯[4]。
  - 12月13日 - 営業開始[7]。
- 1900年（明治33年）
  - 1月21日 - 10万円の増資を決議[13]。
- 1907年（明治40年）
  - 5月1日 - 松本市が市制施行。この段階での本店所在地は長野県松本市南深志554番地[44]。
- 1909年（明治42年）
  - 2月4日 - 5万円の増資を決議[18]。
- 1912年（明治45年）
  - 7月3日 - 薄川第二発電所竣工[4]。
  - 7月29日 - 30万円の増資を実施[45]。
- 1912年（大正元年）
  - 12月30日 - 本店を松本市大字筑摩戊3224番地へ移転[46]。
- 1918年（大正7年）
  - 9月15日 - 100万円の増資を実施[22]、資本金150万円となる[14]。
- 1920年（大正9年）
  - 9月5日 - 薄川第三発電所竣工[4]。
- 1922年（大正11年）
  - 8月1日 - 越後電気との間に合併契約を締結[35]。
  - 8月25日 - 株主総会にて越後電気との合併を決議[35]。
  - 11月30日 - 越後電気との合併に伴い松本電灯は解散[2]。松本電灯を吸収した越後電気は中央電気に社名変更[38]。

## 供給区域
越後電気（中央電気）との合併直前、1922年8月末時点における松本電灯の供給区域は長野県下のうち以下の1市9村である。
- 松本市
- 東筑摩郡
  - 岡田村（現・松本市）
  - 本郷村（同上）
  - 里山辺村（同上）
  - 松本村（同上）
  - 島立村（同上）
  - 芳川村（同上）
  - 広丘村（現・塩尻市）
  - 塩尻村（同上）
  - 宗賀村（同上）

## 発電所
松本電灯の水力発電所は信濃川水系の薄川（すすきがわ）に存在した。松本電灯時代は3か所の設置で、1899年（明治32年）の開業時に薄川第一発電所、1912年（明治45年）に薄川第二発電所、1920年（大正9年）に薄川第三発電所がそれぞれ完成。加えて中央電気時代の1928年（昭和3年）に薄川第四発電所も竣工した。4か所とも中央電気から中部配電へ渡ったのち1951年（昭和26年）以降は中部電力によって運転されている。
発電所は4か所とも松本市街の東方にあたる東筑摩郡入山辺村（現・松本市入山辺）にあった。建設順とは反対に薄川の上流側から第四・第三・第二・第一発電所の順の設置である。4か所とも薄川沿いに立地するが、最上流の薄川第四発電所に限り支流の沢（合ノ山沢）から取水する。またその沢と薄川の合流点にある薄川第三発電所では沢と薄川本流の双方から取水している。
発電設備についてみると、1899年12月に完成した薄川第一発電所の初期設備はアメリカ製の水車・発電機（出力60キロワット）各1台からなった。同発電所では1900年（明治33年）12月に最初の増設がなされ、同一仕様の水車・発電機が1組追加される。さらに1908年（明治41年）4月にはフォイト製水車とゼネラル・エレクトリック (GE) 製150キロワット発電機各1台が増設された。このとき既存の設備120キロワット分は予備となったが、1914年（大正3年）7月より半分のみ常用に復帰している。続いて1920年7月に更新工事が完成し、水車は電業社製1台、発電機は芝浦製作所製発電機1台のみとなり、発電所出力は370キロワットとなった。
1912年7月に竣工した薄川第二発電所の発電設備はフォイト製ペルトン水車・GE製600キロワット発電機各1台、1920年9月に竣工した薄川第三発電所の設備は第一発電所の更新で余剰となったフォイト製水車・GE製150キロワット発電機各1台からなる。1928年6月に竣工した薄川第四発電所の設備は電業社製ペルトン水車・芝浦製発電機各1台で、発電所出力は790キロワットであった。さらに1930年（昭和5年）3月には薄川第二発電所の増設工事が完成した。増設設備は電業社製ペルトン水車・芝浦製発電機各1台で、発電所出力は600キロワットから1300キロワットへと引き上げられている。こうして松本電灯開業時には60キロワットに過ぎなかった薄川所在発電所の出力は、中央電気時代には計2610キロワットまで拡大された。
発生電力の周波数（商用電源周波数）については、薄川第一発電所の建設時に60ヘルツが採用されており、第二・第三両発電所も60ヘルツで建設されたが、1928年6月の薄川第四発電所運転開始と同時に既設3発電所における周波数変更工事が完了し、薄川所在4発電所の周波数は50ヘルツへ統一された。

## 人物
越後電気との合併直前、1922年8月末時点の取締役・監査役は以下の9名であった。
- 取締役
  - 今井五介 - 社長（1909年9月就任[14]）。製糸業経営、松本商業会議所会頭・長野県多額納税者[24]
  - 名越重孝 - 松本の時計商（「名越時計店」経営）[53]
  - 池田六衛 - 松本の呉服太物商（「山六呉服店」経営）[54]
  - 小原倍吉郎 - 松本の呉服太物商[55]
  - 佐原市右衛門 - 松本の金物商[56]
  - 今井真平 - 今井五介の長男[24]
- 監査役
  - 石井祐助 - 松本の生糸・真綿商[57]
  - 瀬黒幸市 - 東筑摩郡寿村の養蚕家[58]
  - 高美実五郎 - 松本の書籍・楽器・化学機械・文具商[59]

このうち社長の今井五介は合併後、1922年12月に中央電気副社長となり、1927年（昭和2年）12月以降は同社社長を務めた。また監査役の瀬黒幸市は1927年12月より中央電気の常務取締役を務めている。